# Šatoj
Šatoy (in russo Шатой?; in ceceno: Шуьйта) è un villaggio della Russia che si trova nella Repubblica Autonoma della Cecenia. È il centro amministrativo del distretto Šatojskij.
È situato sulla riva destra del fiume Argun, 57 km a sud della città di Groznyj.